# Moby-Dick (opera)
Moby-Dick è un'opera americana in due atti, con musica di Jake Heggie e libretto di Gene Scheer, adattata dal romanzo Moby-Dick di Herman Melville del 1851. L'opera fu rappresentata in anteprima alla Dallas Opera di Dallas, in Texas, il 30 aprile 2010. Heggie dedicò l'opera al compositore Stephen Sondheim.

## Storia della composizione
Nel 2005 la Dallas Opera commissionò un'opera a Heggie, destinata alla stagione inaugurale della compagnia alla Winspear Opera House nel 2010. Consultandosi con Terrence McNally, Heggie suggerì Moby Dick come soggetto. In seguito la Dallas Opera condivise questa commissione insieme alla San Francisco Opera, alla San Diego Opera, alla State Opera of South Australia e alla Calgary Opera. McNally si ritirò da questo lavoro per problemi di salute ed Heggie continuò a lavorare all'opera in collaborazione con Scheer ed il regista Leonard Foglia. Scheer stimò che circa il 50% del suo libretto usava direttamente le parole di Melville. Heggie scrisse specificamente il ruolo di Achab pensando a Ben Heppner.

## Storia delle esecuzioni
Gli spettacoli della Dallas Opera si svolsero da fine aprile a metà maggio 2010. La première, diretta da Foglia, presentava le luci di Donald Holder, le scene di Robert Brill, i costumi di Jane Greenwood e la designer di progetto di Elaine J. McCarthy. Era presente Duncan Osborne, il pronipote di Herman Melville. La produzione alla State Opera of South Australia ad Adelaide seguì nell'agosto-settembre 2011, con Jay Hunter Morris nel ruolo di Achab. La Calgary Opera mise in scena il lavoro all'inizio del 2012. La San Diego Opera ha messo in scena le sue rappresentazioni a gennaio e febbraio 2012, con Heppner nel ruolo di Achab. La San Francisco Opera ha prodotto l'opera nel novembre 2012. La produzione della San Francisco Opera è stata filmata per la successiva trasmissione televisiva, avvenuta alla fine del 2013.
Dopo le produzioni iniziali delle compagnie impegnate nella commissione dell'opera, la Washington National Opera produsse il lavoro a febbraio/marzo 2014. La Los Angeles Opera ha messo in scena la sua produzione a novembre 2015. Dallas Opera riprese la produzione originale a novembre 2016.
Per la loro esibizione nel gennaio 2018 la Utah Opera costruì un set e creò costumi per rendere l'opera più accessibile alle compagnie d'opera regionali con budget limitati. A differenza delle produzioni precedenti, il set era progettato in modo da poter essere adattato a molti teatri diversi. Nel 2025 è stata rappresentata per la prima volta al Metropolitan Opera House.

## Ruoli
| Ruolo             | Registro vocale       | Cast della prima, 30 aprile 2010 Direttore: Patrick Summers |
| ----------------- | --------------------- | ----------------------------------------------------------- |
| Capitano Ahab     | tenore                | Ben Heppner                                                 |
| Greenhorn         | tenore                | Stephen Costello                                            |
| Starbuck          | baritono              | Morgan Smith                                                |
| Queequeg          | baritono              | Jonathan Lemalu                                             |
| Flask             | tenore                | Matthew O'Neill                                             |
| Stubb             | baritono              | Robert Orth                                                 |
| Pip               | soprano (en travesti) | Talise Trevigne                                             |
| Capitano Gardiner | baritono              | Jonathan Beyer                                              |

## Trama

### Atto 1
Scene 1-4. Giorno uno: La baleniera Pequod è in mare da una settimana.
Il Capitano Achab è solo sul ponte prima dell'alba. Sottocoperta la maggior parte dell'equipaggio sta dormendo. Il ramponiere Queequeg prega e sveglia Greenhorn (l'Ismaele del romanzo, ribattezzato per l'opera), che è un solitario e un esordiente nella caccia alle balene. L'alba sorge e la chiamata è fatta per "tutto l'equipaggio!" L'equipaggio alza le vele della nave. Starbuck, Stubb e Flask parlano di Achab, che nessuno ha visto da quando il Pequod ha lasciato Nantucket.
Dopo che l'equipaggio ha cantato di balene, ricchezza e casa, il capitano Achab appare all'improvviso. Racconta loro di Moby Dick, la balena bianca che gli ha staccato una gamba. Quindi inchioda un doblone d'oro all'albero maestro e lo promette all'uomo che per primo avvista Moby Dick. Achab spiega che la vera ragione del viaggio è trovare e distruggere questa balena, e grida "Morte a Moby Dick!". L'equipaggio è entusiasta di questo grido, a eccezione del primo ufficiale, Starbuck. Starbuck si confronta con Achab su cosa sia questa missione, considerandola futile e blasfema.
Starbuck mette in guardia Greenhorn sui pericoli della caccia alle balene. Starbuck pensa che non rivedrà mai più sua moglie e suo figlio. Successivamente, sopraffatto dall'emozione, ordina a Queequeg di completare la lezione. Stubb avvista un branco di balene, ma Achab proibisce all'equipaggio di cacciarle, dal momento che Moby Dick non è stato ancora avvistata. Starbuck ordina all'equipaggio di salpare e manda Greenhorn alla vedetta in testa d'albero. Queequeg poi si unisce a Greenhorn.
Al tramonto Achab guarda la scia della nave e riflette che la sua ossessione lo priva di ogni godimento della bellezza, lasciandolo solo con l'angoscia. Queequeg e Greenhorn rimangono in testa d'albero. Sul ponte Starbuck si lamenta dell'ossessione di Achab.
Scene 5-7. Secondo giorno: tre mesi dopo
Sono passati tre mesi senza una sola caccia alle balene per l'equipaggio del Pequod. Stubb scherza con il giovane mozzo nero Pip sugli squali che circondano la nave. L'intero equipaggio si impegna in una danza. Tuttavia le crescenti tensioni emergono e portano a una pericolosa lotta razziale. Greenhorn vede improvvisamente un nuovo branco di balene. Starbuck finalmente convince Achab a lasciare che gli uomini cacciano. Starbuck e Stubb arpionano le balene, ma la barca di Flask si capovolge e Pip si perde in mare.
A bordo del Pequod l'equipaggio macella un'enorme balena e versa l'olio nelle fornaci accese. Flask dice ad Ahab della ricerca di Pip, ma Achab pensa solo a trovare Moby Dick. L'equipaggio immagina Pip perso e in difficoltà. Flask dice a Starbuck che molti barili di petrolio stanno perdendo. Starbuck va sottocoperta per dire ad Achab che devono trovare un porto per le riparazioni.
Achab, preoccupato solo per Moby Dick, ascolta impassibile il rapporto di Starbuck. Starbuck si rifiuta di andarsene. Achab afferra un moschetto e ordina a Starbuck di inginocchiarsi. Greenhorn grida che Pip è stato avvistato. Achab ordina a Starbuck di andarsene.
Sul ponte l'equipaggio sente da Greenhorn come Queequeg ha salvato Pip. Gli uomini tornano al lavoro. Greenhorn chiede a Starbuck di aiutare Pip, che è sconvolto. Starbuck ignora le suppliche. Vedendo la realtà della vita in mare, Greenhorn decide di fare amicizia con Queequeg.
Starbuck torna alla cabina di Achab e lo trova addormentato. Prende il moschetto di Achab e prende in considerazione l'uccisione di Achab, pensando che farlo potrebbe permettergli di rivedere sua moglie e suo figlio. Achab grida nel sonno. Starbuck rimette a posto il moschetto e lascia la cabina.

### Atto 2
Scene 1-3: Giorno tre: un anno dopo
Mentre si avvicina una grande tempesta, Stubb, Flask e l'equipaggio intonano un simpatico canto di lavoro. Nella testa d'albero, Greenhorn e Queequeg parlano di viaggiare insieme verso la sua isola natale. Greenhorn vuole imparare la lingua di Queequeg e scrivere le loro avventure. Queequeg crolla improvvisamente e l'equipaggio lo porta sottocoperta. Achab dice che prenderà lui stesso il controllo della testa d'albero, perché vuole vedere Moby Dick per primo.
Sottocoperta, Queequeg dice a Greenhorn che sta morendo e chiede che gli venga costruita una bara. Pip inizia a cantare un lamento, al quale si unisce Greenhorn.
La tempesta ora circonda il Pequod. Achab canta con aria di sfida, mentre i fulmini inghiottono la nave e gli alberi risplendono dei fuochi di Sant'Elmo. Achab chiede che gli uomini mantengano i loro posti, affermando che la fiamma bianca è un segno dal cielo per guidarli verso Moby Dick. Questo rincuora di nuovo l'equipaggio, con sgomento di Starbuck.
Scene 4-7. Giorno quattro: la mattina dopo
Il Pequod ha superato la tempesta. Da lontano, Gardiner, capitano della Rachel, un'altra baleniera, implora aiuto per cercare suo figlio di 12 anni che si è perso nella tempesta. Achab rifiuta. Pip risponde a Gardiner del ragazzo perduto di del Pequod, poi si ferisce. I vestiti di Achab sono macchiati del sangue di Pip. Achab ordina alla nave di salpare, lasciando indietro Gardiner. Achab riflette sul Dio senza cuore che devasta così tante vite e battezza il suo nuovo arpione con il sangue di Pip.
Sottocoperta, Greenhorn vede la nuova bara di Queequeg e contempla lo stato della nave e dell'equipaggio.
Sul ponte Achab e Starbuck guardano l'orizzonte. Achab descrive i suoi quarant'anni in mare e tutto ciò che ha lasciato, e si chiede a quale scopo, una domanda cui non può rispondere. Vede negli occhi di Starbuck la dignità umana, che lo tocca. Cogliendo l'attimo, Starbuck tenta di persuadere Achab che la nave dovrebbe tornare a Nantucket e l'equipaggio tornare dalle loro famiglie. Achab sembra sul punto di cedere, ma poi vede Moby Dick all'orizzonte. Nell'eccitazione che ne segue, le barche baleniere vengono ammarate. Achab guarda di nuovo negli occhi Starbuck e gli ordina di rimanere a bordo. L'equipaggio conferma la sua lealtà ad Achab.
Durante l'inseguimento, Moby Dick distrugge due baleniere in successione, affogando i loro equipaggi. La balena poi sperona il Pequod, che affonda. La balena attacca poi la barca baleniera di Achab. Tutti tranne Achab saltano o cadono. Finalmente solo con la balena bianca, Achab grida e pugnala Moby Dick, prima di venire trascinato in mare.
Epilogo: Molti giorni dopo
Greenhorn galleggia sulla bara di Queequeg, a malapena vivo, cantando la preghiera di Queequeg. Gardiner chiama, pensando di aver ritrovato il figlio scomparso. Invece si rende conto che Achab e tutti, tranne uno dell'equipaggio del Pequod sono annegati. Gardiner chiede a Greenhorn il suo nome. Greenhorn risponde: "Chiamami Ismaele".